# Morti nell'806
| Questa pagina contiene informazioni ricavate automaticamente dalle voci biografiche con l'ausilio del template Bio e di un bot. L'aggiornamento è periodico e automatico e ricostruisce completamente la pagina. Se manca una persona in questa lista, sei pregato di non aggiungerla, ma accertati piuttosto che la sua voce biografica contenga il template Bio e che i dati anagrafici siano correttamente compilati. Se il template Bio manca, inseriscilo tu stesso o, in alternativa, metti l'avviso {{tmp\|Bio}} che ne segnala la mancanza. Se i dati riportati sono sbagliati, correggi direttamente la voce biografica; le modifiche saranno visibili in questa lista entro pochi giorni. Per chiarimenti vedi il progetto biografie. La lista contiene solo le 6 persone che sono citate nell'enciclopedia e per le quali è stato implementato correttamente il template Bio. Pagina aggiornata al 19 ott 2024. |

- 11 febbraio - Tang Shunzong, imperatore cinese (n. 761)
- 25 febbraio - Tarasio di Costantinopoli, vescovo bizantino (n. 730)
- 9 aprile - Kanmu, imperatore giapponese (n. 737)
- 22 dicembre - Fardolfo di Saint-Denis, abate longobardo
- Grimoaldo III di Benevento, principe longobardo
- Yahya ibn Khalid, politico persiano